# James Gaughran
James „Jim“ Alan Gaughran (* 5. Juli 1932 in San Francisco) ist ein ehemaliger Wasserballspieler aus den Vereinigten Staaten. Nach seiner Karriere als aktiver Sportler war er zwanzig Jahre Trainer an der Stanford University.

## Karriere
Gaughran lernte in San Francisco Schwimmen. An der Sequoiah High School in Redwood City entwickelte er sich zu einem Leistungssportler. Als Student in Stanford schwamm er zweimal bei den nationalen College-Meisterschaften.
1956 war er Mitglied der Wasserball-Nationalmannschaft und nahm an den Olympischen Spielen in Melbourne teil. Die Mannschaft belegte in der Vorrunde den zweiten Platz hinter den späteren Olympiasiegern aus Ungarn. In der Finalrunde gelang den Amerikanern nur ein Sieg gegen die deutsche Mannschaft. In der Gesamtwertung belegte die US-Mannschaft den fünften Platz. Gaughran wirkte nur in den beiden Finalrundenspielen gegen Jugoslawien und gegen die sowjetische Mannschaft mit.
Gaughran schloss sein Studium an der Stanford Law School ab, heiratete und arbeitete als Anwalt. 1960 übernahm er den Job als Cheftrainer der Schwimmer und Wasserballspieler an der Stanford University. Insgesamt betreute er als Trainer von 1960 bis 1980 26 Olympiateilnehmer, die acht Gold-, zwei Silber- und fünf Bronzemedaillen gewannen. 1967 gewann Stanford die College-Mannschaftsmeisterschaft. Zu den von Gaughran betreuten Schwimmern zählten Ellie Daniel, John Hencken und Richard Roth.
1973 fungierte Gaughran als Cheftrainer der Schwimm-Mannschaft, die zu einer vom Außenministerium geförderten Wettkampfreise in die Volksrepublik China aufbrach und damit die Ping-Pong-Diplomatie der Tischtennis-Mannschaft fortsetzte. Gaughran war neben seiner Trainertätigkeit in verschiedenen Ehrenämtern für den amerikanischen Schwimmsport und die Wasserballspieler aktiv. 2015 wurde Gaughran als Trainer in die International Swimming Hall of Fame aufgenommen.